# Rue Valfenière
La rue Valfenière est une voie du quartier des Terreaux dans le 1er arrondissement de Lyon, en France.

## Situation et accès
Cette voie commence rue Major-Martin. Au début, elle est étroite puis s'élargit avec des trottoirs, un stationnement cyclable et un autre pour les deux-roues motorisés. La rue se termine rue de la Platière. 

## Origine du nom
François de Royers de La Valfenière  (1575-1667) est un architecte avignonnais qui exécute les plans pour la  reconstruction de l'abbaye de Saint-Pierre-les-Nonnains de Lyon dit également palais Saint-Pierre. Valfenière délégue l'exécution des travaux à Paul de Royers de la Valfenière (son fils ou son neveu). L'abbaye abrite aujourd'hui le musée des Beaux-Arts de Lyon.

## Histoire
Cette rue portait auparavant le nom de « rue de l'Âne » car on y attachait les bêtes de somme et de trait. Elle reçoit son nom actuel le 4 août 1854 par décision municipale.